# Males mares
Males mares (títol original en anglès, Bad Moms) és una pel·lícula de comèdia estatunidenca del 2016 dirigida i escrita per Jon Lucas i Scott Moore. La pel·lícula és protagonitzada per un repartiment coral que inclou Mila Kunis, Kristen Bell, Kathryn Hahn, Jay Hernandez, Annie Mumolo, Jada Pinkett Smith i Christina Applegate. S'ha doblat al català.
El rodatge principal va començar el gener de 2016 a Nova Orleans i va acabar aquell març. La pel·lícula es va estrenar el 19 de juliol de 2016 a Nova York i es va estrenar als cinemes el 29 de juliol amb la distribució d'STX Entertainment. Va rebre crítiques agredolces i va recaptar més de 183 milions de dòlars a tot el món, cosa que la va convertir en la primera pel·lícula d'STX en recaptar 100 milions de dòlars als Estats Units. Una seqüela, titulada A Bad Moms Christmas, es va estrenar l'1 de novembre de 2017.